# Suchard (Unternehmen)

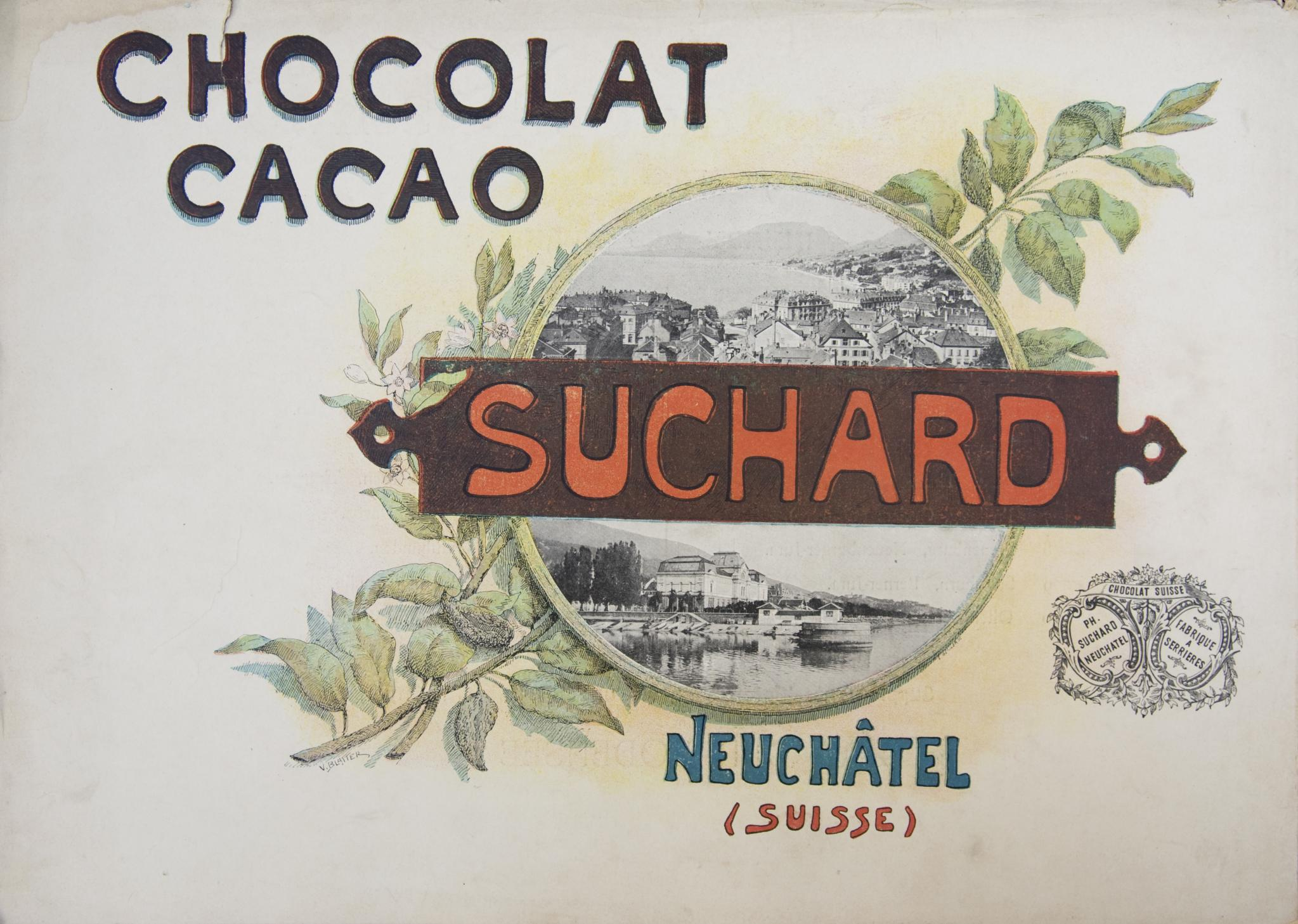
Suchard-Werbung, vor 1900

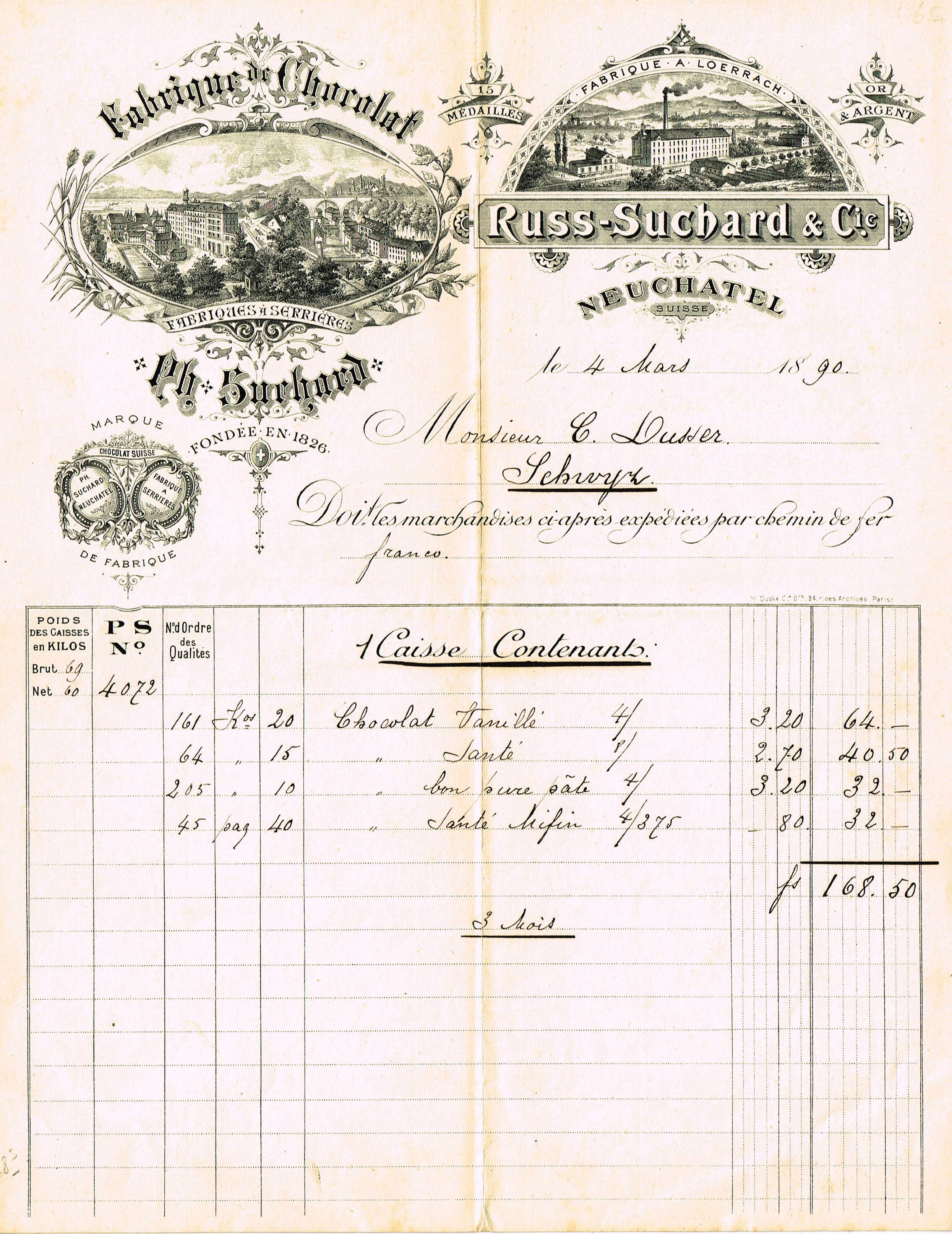
Briefpapier der Russ-Suchard & Cie. mit Werksansichten, 1890

Suchard war der grösste Schokoladenhersteller der Schweiz mit Sitz in Neuenburg. Das Unternehmen bestand von 1826 bis 1990. Die Marken in diesem Bereich gehören seit 2012 zu Mondelēz International.

## Geschichte
Im Jahr 1826 gründete Philippe Suchard (1797–1884) in Serrières in der Gemeinde Neuenburg die Schokoladenfabrik Ph. Suchard. Unter Philippe Suchard jr. (1834–1883) und Carl Russ-Suchard (1838–1925) erlebte die Fabrik ihren Aufschwung. Die Zweigwerke in Lörrach und Bludenz wurden 1880 und 1888 eröffnet, die Gründung von Tochtergesellschaften in Europa folgte. In Serrières stieg die Tagesproduktion von Schokolade von 30 Kilogramm im Jahr 1826 auf 60 Tonnen im Jahr 1924. Um 1900 wurde die Produktion mechanisiert und 1901 Milchschokolade unter der Marke «Milka» eingeführt. Ab 1922 erfolgte die Übertragung von Schokoladerezepten an ausländische Unternehmen, unter anderem in Rumänien, Schweden, Kanada und Südafrika. Von 1884 bis 1924 von Carl Russ geleitet, firmierte das Unternehmen zeitweise als Russ-Suchard und ab 1905 als Aktiengesellschaft Suchard SA. Der Sohn Willy Russ (1877–1959) verkaufte bis 1930 seine Aktien, und das Familienunternehmen wurde in eine Holding umgewandelt.
Von 1875 bis Ende der 1960er stieg die Zahl der Beschäftigten von 100 auf 920 an. Neue Produkte wie «Sugus» und «Suchard Express» ergänzten die Produktpalette. Das Unternehmen fusionierte 1970 mit Tobler zur Interfood. Als Klaus J. Jacobs 1982 die Aktienmehrheit übernahm, entstand die Jacobs Suchard. Acht Jahre später wurde das Stammwerk in Neuenburg geschlossen und die gesamte Schokoladeproduktion nach Bern-Brünnen verlegt. Im selben Jahr übernahm Philip Morris das Unternehmen und formierte 1993 Kraft Jacobs Suchard und 2000 Kraft Foods Schweiz. Die wieder unabhängigen Kraft Foods wurden 2012 in Mondelēz International mit den Marken «Suchard» und «Milka» sowie die spätere Kraft Heinz aufgespalten. Produktionsstandorte für diese Marken sind weiterhin Lörrach und Bludenz.

## Werksansichten

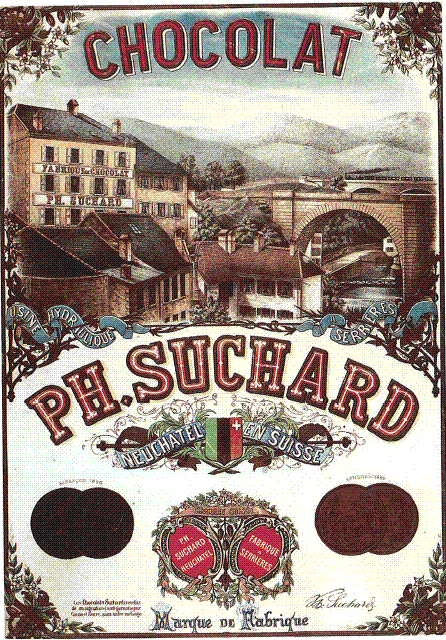
Stammwerk in Serrières, 1862
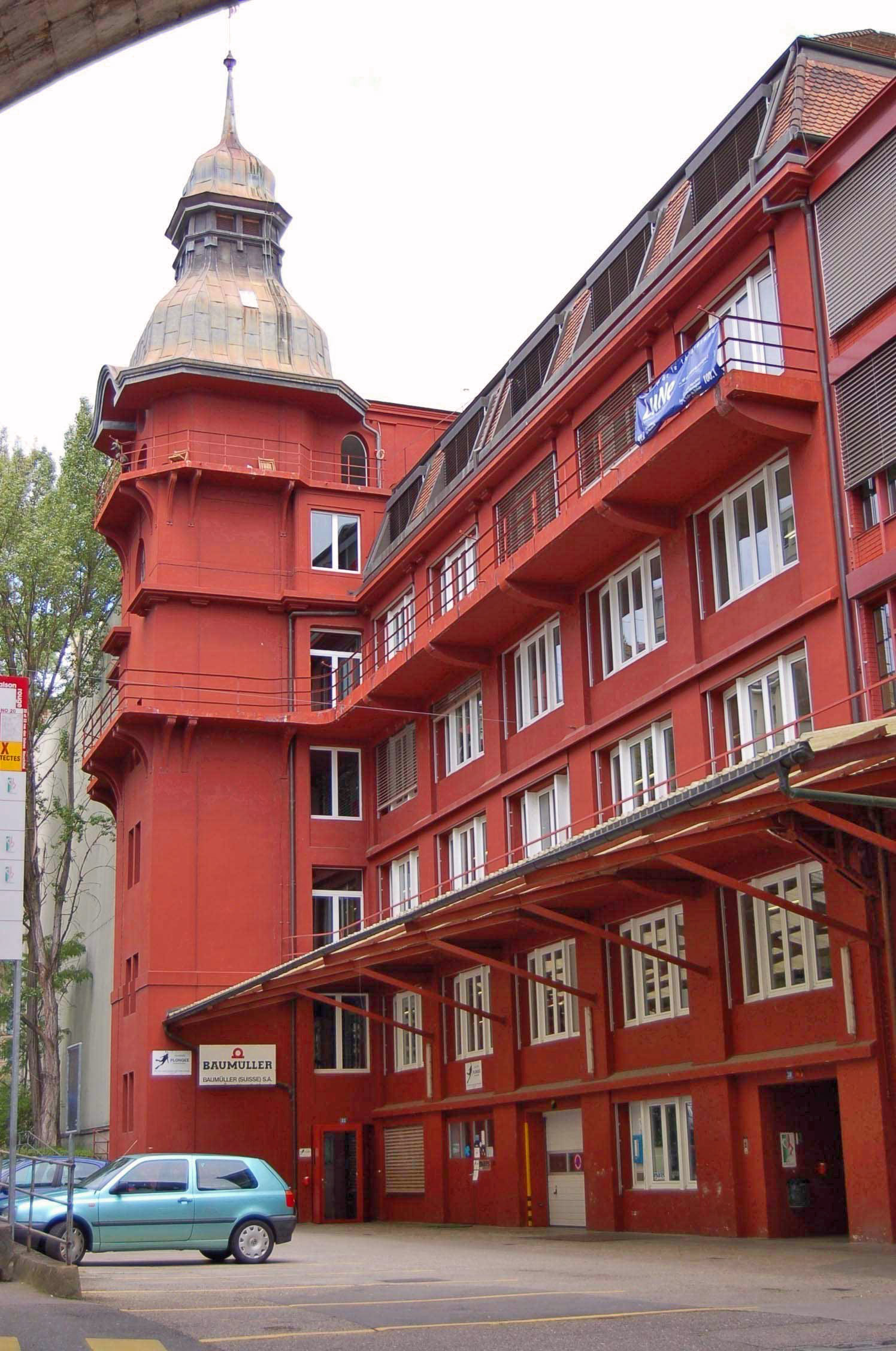
«Rote Fabrik» in Serrières, 2007
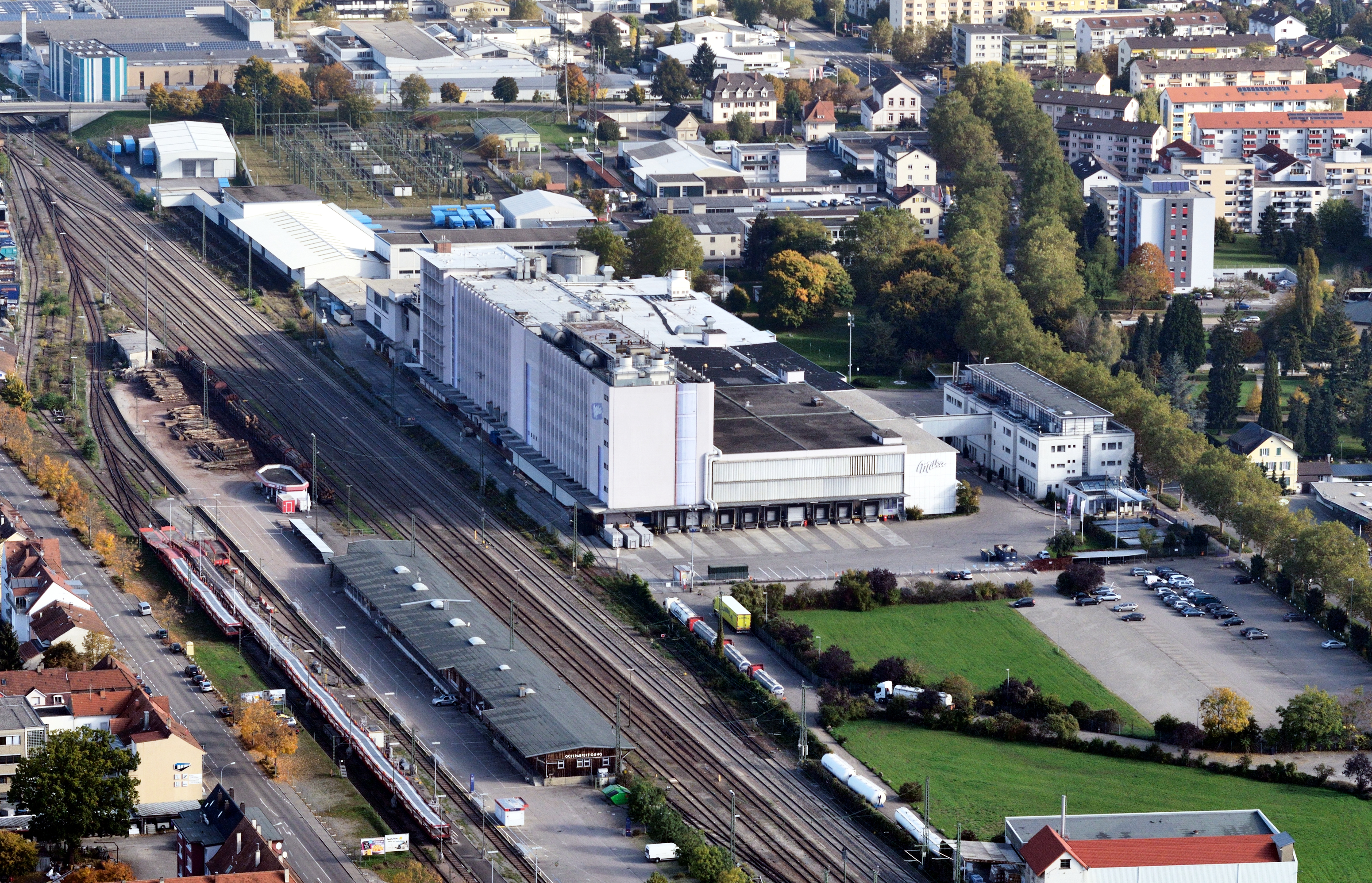
Werk Lörrach, 2012
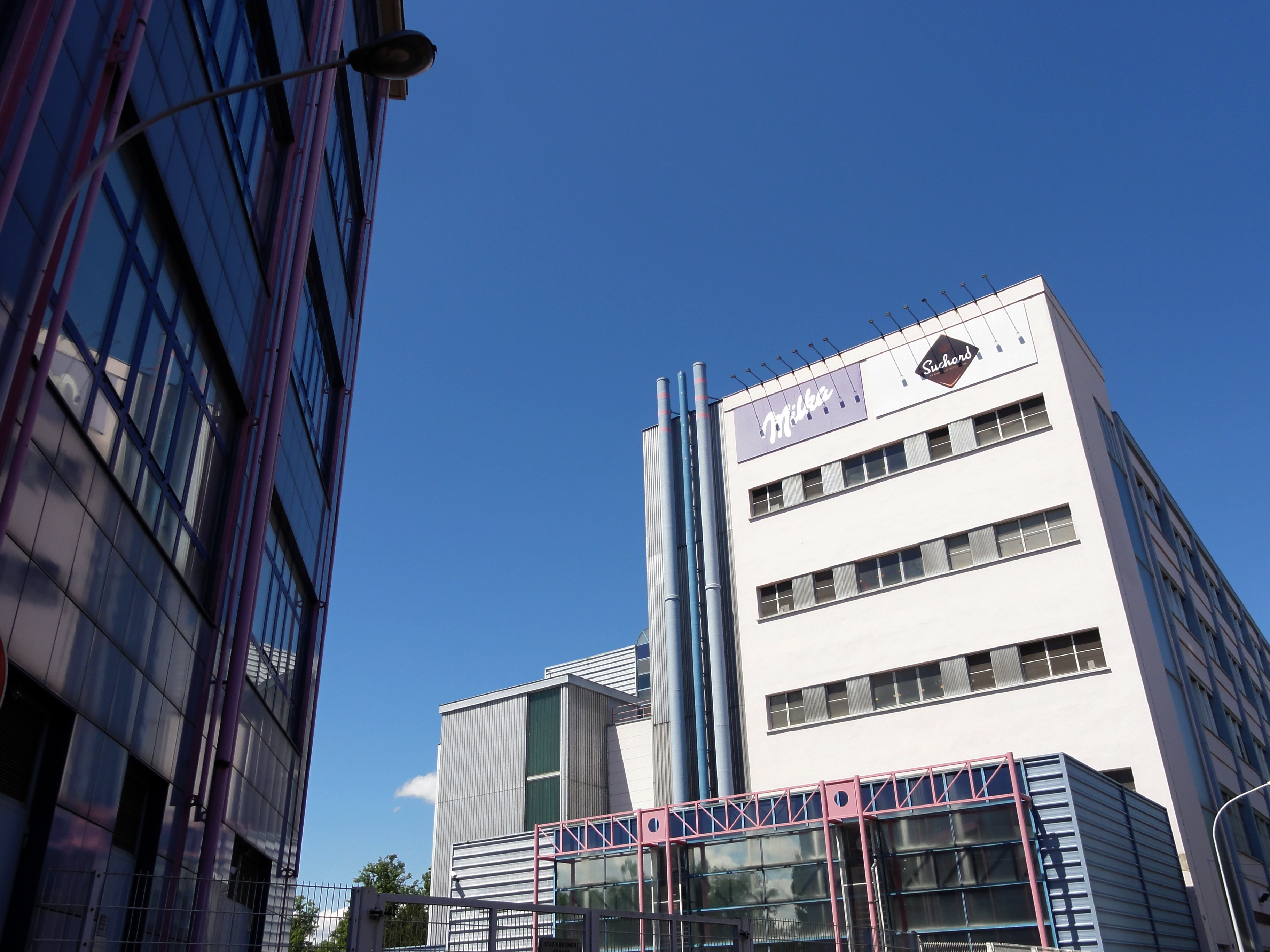
Werk Strassburg, 2014

## Belege
1. 1 2  Vincent Callet-Molin: Suchard. In: Historisches Lexikon der Schweiz.  25. Juli 2012.

Koordinaten: 46° 58′ 58,8″ N, 6° 54′ 11,7″ O; CH1903: 559268 / 203688